# 촉토 턴
촉토 턴은 도보의 변화 및 가장자리와 로브의 변화를 모두 포함하는 피겨 스케이팅의 회전이다.
프리 스케이팅에서 본 가장 친숙한 촉토는 스핀을 전달하는 입구로 사용되는 만큼 앞으로 바깥쪽 가장자리에 안쪽끝 뒷면에 있는 단계이다. 그렇지만 촉토가 가장 일반적인 스텝 시퀀스의 요소로서 사용된다.